# Stefan Borzęcki
Stefan Borzęcki (ur. 9 kwietnia 1930 w Sromowcach Niżnych, zm. 6 grudnia 2015) – polski rzeźbiarz, profesor ASP w Krakowie.

## Życiorys
Ukończył Państwowe Liceum Technik Plastycznych w Zakopanem (1950) oraz Akademię Sztuk Pięknych w Krakowie (1961). Studiował na Wydziale Rzeźby u prof. Stanisława Popławskiego i u prof. Jerzego Bandury oraz w Studium Konserwacji Dzieł Sztuki u prof. Józefa Dutkiewicza. 
W 1961 został zatrudniony na stanowisko asystenta w Katedrze Rzeźby na Wydziale Architektury Wnętrz ASP w Krakowie a w 1970 na Wydziale Rzeźby. Na uczelni pracował do 2000. W 1982 otrzymał tytuł profesora nadzwyczajnego, a w 1992 profesora zwyczajnego. W 1972-78 i w 1988-91 pełnił funkcję dziekana Wydziału Rzeźby a w 1978-80 prorektora uczelni.
W czasach PRL należał do PZPR. Odznaczony Srebrnym Krzyżem Zasługi (1969) oraz Krzyżem Kawalerskim Orderu Odrodzenia Polski (1976), Krzyżem Oficerskim Orderu Odrodzenia Polski (1985), Medalem Komisji Edukacji Narodowej (1993). W 2009 został odznaczony Złotym Medalem „Zasłużony Kulturze Gloria Artis”. Zmarł 6 grudnia 2015.